# What a Time to Be Alive
What a Time to Be Alive é uma mixtape colaborativa entre os rappers, o canadense Drake e o estadunidense Future. Foi disponibilizada para Descarga digital paga em 20 de setembro de 2015 no iTunes Store. O álbum foi lançado pelas editoras discográficas A1, Cash Money Records, Epic Records, Freebandz, Republic Records e Young Money.

## Performance comercial
What a Time to Be Alive estreou na primeira posição na Billboard 200, vendendo 334,000 copias na semana de estréia. Na semana seguinte o álbum caiu para a segunda posição, vendendo 61,000 unidades. Até Novembro de 2015, What a Time to Be Alive vendeu 472,000 copias no Estados Unidos.

## Faixas
| N.º            | Título                                     | Produtor(s)                           | Duração |  |
| 1.             | "Digital Dash"                             | Metro Boomin Southside                | 3:51    |  |
| 2.             | "Big Rings"                                | Metro Boomin                          | 3:37    |  |
| 3.             | "Live from the Gutter"                     | Boi-1da Metro Boomin                  | 3:31    |  |
| 4.             | "Diamonds Dancing"                         | Metro Boomin Allen Ritter Frank Dukes | 5:14    |  |
| 5.             | "Scholarships"                             | Metro Boomin                          | 3:29    |  |
| 6.             | "Plastic Bag"                              | Neenyo                                | 3:22    |  |
| 7.             | "I'm the Plug"                             | Southside                             | 3:00    |  |
| 8.             | "Change Locations"                         | Detail                                | 3:40    |  |
| 9.             | "Jumpman"                                  | Metro Boomin                          | 3:25    |  |
| 10.            | "Jersey" (performed by Future)             | Metro Boomin Southside                | 3:08    |  |
| 11.            | "30 for 30 Freestyle" (performed by Drake) | Noah "40" Shebib                      | 4:13    |  |
| Duração total: | Duração total:                             | Duração total:                        | 40:30   |  |

## Desempenho nas paradas

### Gráficos semanais
| Paradas (2015)                          | Melhor posição |
| --------------------------------------- | -------------- |
| Austrália (ARIA)                        | 4              |
| Bélgica (Ultratop Flandres)             | 23             |
| Bélgica (Ultratop Valônia)              | 46             |
| Canadá (Billboard)                      | 1              |
| Dinamarca (Hitlisten)                   | 21             |
| Países Baixos (Dutch Charts)            | 9              |
| França (SNEP)                           | 34             |
| Irlanda (IRMA)                          | 30             |
| Nova Zelândia (RMNZ)                    | 8              |
| Noruega (VG-lista)                      | 29             |
| Espanha (PROMUSICAE)                    | 99             |
| Suécia (Sverigetopplistan)              | 38             |
| Reino Unido (Official Albums Chart)     | 6              |
| Reino Unido (UK R&B Albums Chart)       | 1              |
| Estados Unidos (Billboard 200)          | 1              |
| Estados Unidos (Top R&B/Hip Hop Albums) | 1              |